# وله د آرانا

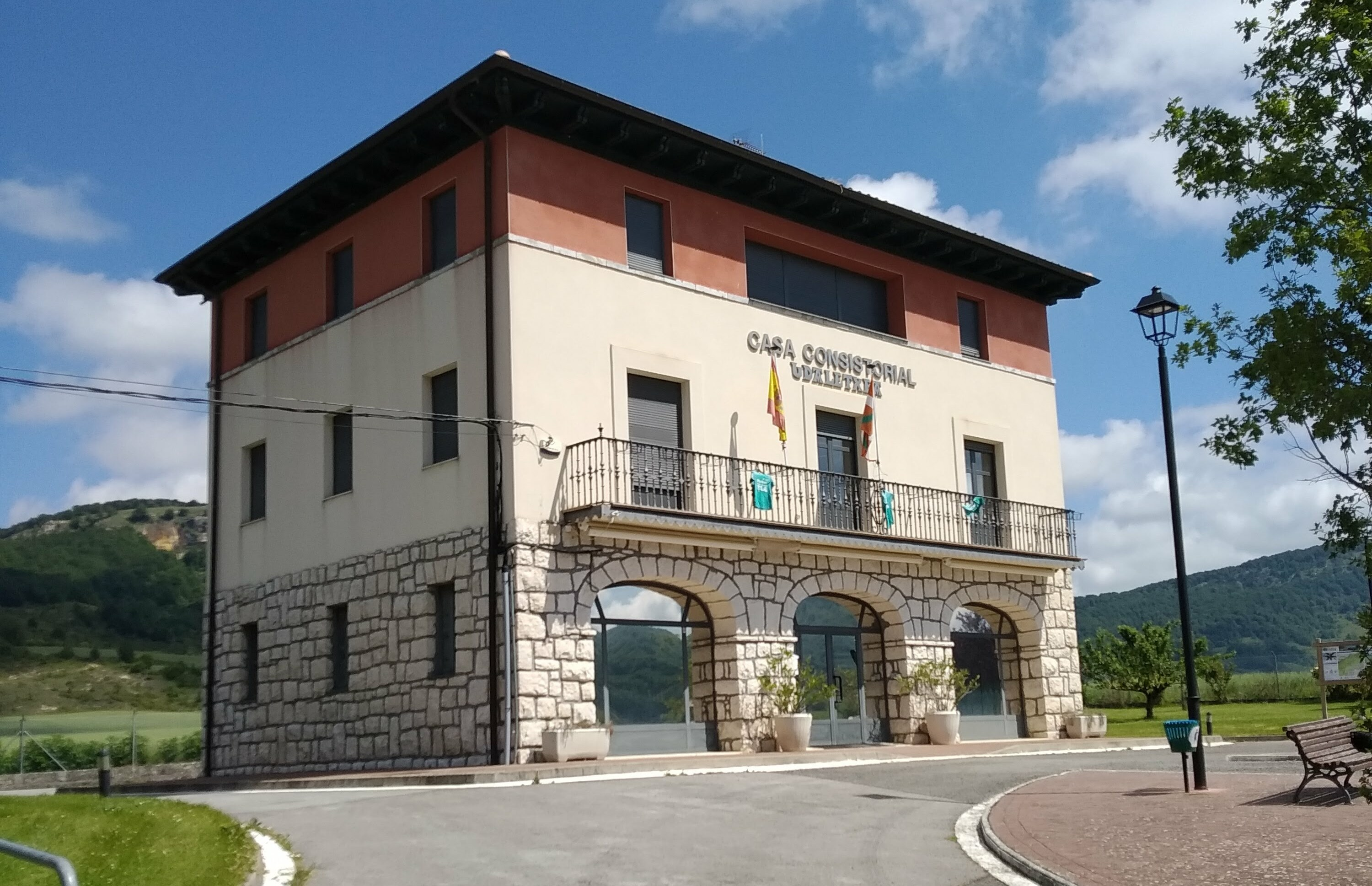
ساختمان شورای دهستان هارانا/وله د آرانا - ۲۰۱۹

هارانا/وله د آرانا دهستانی در استان آلابای اسپانیا است.
در این دهستان ۳۲۹ نفر زندگی می‌کنند. مساحت این دهستان ۳۹.۱۹ کیلومتر مربع است.

## مراجع
- نام، جمعیت و مساحت از درگاه ملی آمار (اسپانیا) گرفته شده است.